# Elección para gobernador de Florida de 2022
La elección para gobernador de Florida de 2022 se llevó a cabo el 8 de noviembre de ese año. Las elecciones primarias se llevaron a cabo el 23 de agosto.
El gobernador titular republicano, Ron DeSantis, resultó reelecto para un segundo mandato.

## Primaria republicana

### Candidatos

#### Declarados
- Ron DeSantis, gobernador en funciones.[3]

#### No calificados
- John Joseph Mercadante, oficial del Comité Nacional Republicano y candidato a gobernador en 2018.[4]
- Donald J. Peterson, activista.[5]

## Primaria demócrata

### Candidatos

#### Declarados
- Charlie Crist, Representante de Estados Unidos y exgobernador republicano de Florida.[6]
- Candace Daniel.
- Nikki Fried, Comisionada de Agricultura de Florida.[7]
- Robert Lee Willis.

#### No calificados
- Robert Conner.
- Ivan Graham, dentista.
- Carlos Enrique Gutiérrez.
- Jonathan Karns, empresario.
- Alex Lundmark.
- Christine Powers.
- Randy Zapata.

#### Retirados
- Richard Dembinsky.
- Timothy Mosley.
- David Nelson Freeman, empresario.[8]
- Annette Taddeo, senadora estatal y candidata a vicegobernadora en 2014.[9]

### Resultados
| Candidatos                     | Votos     | %     |
| ------------------------------ | --------- | ----- |
|                                | Votos     | %     |
| Charlie Crist                  | 904,524   | 59.71 |
| Nikki Fried                    | 535,480   | 35.35 |
| Candace Daniel                 | 38,198    | 2.52  |
| Robert L. Willis               | 36,786    | 2.43  |
|                                |           |       |
| Total                          | 1,514,988 | 100   |
|                                |           |       |
| Fuente: Florida Election Watch |           |       |

## Encuestas

### Ron DeSantis vs. Charlie Crist
| Fuente                                                                             | Fecha                                | Tamaño | DeSantis (R) | Crist (D) | Otros | Indecisos |
| ---------------------------------------------------------------------------------- | ------------------------------------ | ------ | ------------ | --------- | ----- | --------- |
| Amber Integrated                                                                   | 1-2 de noviembre de 2022             | 600    | 53%          | 39%       | -     | -         |
| Civiqs                                                                             | 29 de octubre-2 de noviembre de 2022 | 772    | 54%          | 45%       | -     | -         |
| InsiderAdvantage                                                                   | 1 de noviembre de 2022               | 550    | 53%          | 43%       | 1%    | 3%        |
| YouGov                                                                             | 20-31 de octubre de 2022             | 1117   | 53%          | 43%       | -     | -         |
| Data for Progress                                                                  | 19-23 de octubre de 2022             | 1251   | 54%          | 42%       | 1%    | 2%        |
| Stetson University                                                                 | 16-20 de octubre de 2022             | 644    | 53%          | 45%       | -     | -         |
| Sachs Media                                                                        | 15 de octubre de 2022                | 600    | 52%          | 42%       | -     | 6%        |
| African American Research                                                          | 4-11 de octubre de 2022              | 1250   | 46%          | 41%       | -     | -         |
| Mason-Dixon Polling & Strategy                                                     | 26-28 de septiembre de 2022          | 800    | 52%          | 41%       | 1%    | 6%        |
| Civiqs                                                                             | 17-20 de septiembre de 2022          | 617    | 52%          | 45%       | 1%    | 2%        |
| Sachs Media                                                                        | 10 de septiembre de 2022             | 600    | 51%          | 45%       | -     | 4%        |
| Fabrizio Ward/Impact Research                                                      | 24-31 de agosto de 2022              | 500    | 50%          | 47%       | -     | 3%        |
| Cherry Communications                                                              | 4-15 de agosto de 2022               | 608    | 51%          | 43%       | -     | 6%        |
| University of North Florida Archivado el 19 de febrero de 2023 en Wayback Machine. | 8-12 de agosto de 2022               | 1624   | 50%          | 42%       | 6%    | 2%        |
| Clarity Campaign Labs                                                              | 26-31 de julio de 2022               | 2244   | 47%          | 44%       | -     | 9%        |
| Saint Leo University Archivado el 1 de abril de 2022 en Wayback Machine.           | 28 de febrero-12 de marzo de 2022    | 500    | 49%          | 33%       | -     | 18%       |
| University of North Florida Archivado el 6 de julio de 2022 en Wayback Machine.    | 7-20 de febrero de 2022              | 685    | 55%          | 34%       | -     | 11%       |
| Mason Dixon                                                                        | 7-10 de febrero de 2022              | 625    | 51%          | 43%       | -     | 6%        |
| Suffolk University                                                                 | 26-29 de enero de 2022               | 500    | 49%          | 43%       | 0%    | 8%        |
| St. Pete Polls                                                                     | 18-19 de noviembre de 2021           | 2.896  | 51%          | 45%       | -     | 5%        |
| Redfield & Wilton Strategies                                                       | 9 de noviembre de 2021               | 867    | 44%          | 37%       | 5%    | 9%        |
| Redfield & Wilton Strategies                                                       | 9 de noviembre de 2021               | 842    | 46%          | 40%       | 4%    | 7%        |
| Saint Leo University                                                               | 17-23 de octubre de 2021             | 500    | 47%          | 35%       | -     | 18%       |

### Ron De Santis vs. Nikki Fried
| Fuente                                                                             | Fecha                             | Tamaño | Margen de error | DeSantis (R) | Fried (D) | Otros | Indecisos |
| ---------------------------------------------------------------------------------- | --------------------------------- | ------ | --------------- | ------------ | --------- | ----- | --------- |
| Cherry Communications                                                              | 4-15 de agosto de 2022            | 608    | ± 4.0%          | 50%          | 43%       | -     | 7%        |
| University of North Florida Archivado el 19 de febrero de 2023 en Wayback Machine. | 8-12 de agosto de 2022            | 1624   | ± 3.4%          | 50%          | 43%       | 5%    | 2%        |
| Clarity Campaign Labs                                                              | 26-31 de julio de 2022            | 2244   | ± 2.1%          | 49%          | 43%       | -     | 8%        |
| Saint Leo University Archivado el 1 de abril de 2022 en Wayback Machine.           | 28 de febrero-12 de marzo de 2022 | 500    | ± 4.5%          | 51%          | 27%       | -     | -         |
| The Political Matrix/The Listener Group                                            | 23 de febrero de 2022             | 1064   | ± 3.0%          | 50%          | 50%       | -     | -         |
| University of North Florida Archivado el 6 de julio de 2022 en Wayback Machine.    | 7-20 de febrero de 2022           | 685    | -               | 55%          | 32%       | -     | 10%       |
| Mason-Dixon Polling & Strategy                                                     | 7-10 de febrero de 2022           | 625    | -               | 53%          | 42%       | -     | -         |
| Suffolk University                                                                 | 26-29 de enero de 2022            | 500    | ± 4.4%          | 51%          | 40%       | -     | 9%        |
| St. Pete Polls                                                                     | 18-19 de noviembre de 2021        | 2896   | ± 1.8%          | 51%          | 42%       | -     | 6%        |
| Redfield & Wilton Strategies                                                       | 9 de noviembre de 2021            | 737    |                 | 50%          | 37%       | -     | 7%        |

## Resultados

### Generales
| Partido                        | Partido       | Candidato             | Votos      | %     |
| ------------------------------ | ------------- | --------------------- | ---------- | ----- |
|                                | Republicano   | Ron DeSantis          | 4,614,210  | 59.37 |
|                                | Demócrata     | Charlie Crist         | 3,106,313  | 39.97 |
|                                | Independiente | Carmen Jackie Gimenez | 31,577     | 0.41  |
|                                | Libertario    | Hector Roos           | 19,299     | 0.25  |
|                                |               |                       |            |       |
| Total                          | Total         | Total                 | 7,771,399  | 100   |
| Participación                  | Participación | Participación         | 7,796,916  | 53.76 |
| Registrados                    | Registrados   | Registrados           | 14,503,978 |       |
|                                |               |                       |            |       |
| Fuente: Florida Election Watch |               |                       |            |       |

### Por condado
|              | DeSantis Republicano | DeSantis Republicano | Crist Demócrata | Crist Demócrata | Gimenez Independiente | Gimenez Independiente | Roos Libertario | Roos Libertario | Total   |
| Condado      | Votos                | %                    | Votos           | %               | Votos                 | %                     | Votos           | %               | Total   |
| ------------ | -------------------- | -------------------- | --------------- | --------------- | --------------------- | --------------------- | --------------- | --------------- | ------- |
| Alachua      | 40,321               | 42.04                | 54,796          | 57.14           | 475                   | 0.50                  | 309             | 0.32            | 95,901  |
| Baker        | 9,594                | 89.45                | 1,092           | 10.18           | 21                    | 0.20                  | 18              | 0.17            | 10,725  |
| Bahia        | 52,590               | 78.38                | 14,091          | 21.00           | 213                   | 0.32                  | 199             | 0.30            | 67,093  |
| Bradford     | 8,346                | 81.29                | 1,852           | 18.04           | 46                    | 0.45                  | 23              | 0.22            | 10,267  |
| Brevard      | 170,562              | 63.77                | 95,131          | 35.57           | 1,004                 | 0.38                  | 756             | 0.28            | 267,453 |
| Broward      | 251,238              | 41.97                | 343,286         | 57.35           | 2,752                 | 0.46                  | 1,331           | 0.22            | 598,607 |
| Calhoun      | 4,180                | 86.04                | 657             | 13.52           | 14                    | 0.29                  | 7               | 0.14            | 4,858   |
| Charlotte    | 65,357               | 70.50                | 27,005          | 29.13           | 219                   | 0.24                  | 125             | 0.13            | 92,706  |
| Citrus       | 56,283               | 74.23                | 19,100          | 25.19           | 276                   | 0.36                  | 167             | 0.22            | 75,826  |
| Clay         | 67,292               | 74.67                | 22,187          | 24.62           | 361                   | 0.40                  | 279             | 0.31            | 90,119  |
| Collier      | 117,477              | 71.74                | 45,815          | 27.98           | 253                   | 0.15                  | 214             | 0.13            | 163,759 |
| Columbia     | 18,790               | 79.19                | 4,789           | 20.18           | 89                    | 0.38                  | 59              | 0.25            | 23,727  |
| DeSoto       | 6,637                | 76.28                | 2,023           | 23.25           | 30                    | 0.34                  | 11              | 0.13            | 8,701   |
| Dixie        | 5,394                | 87.29                | 735             | 11.90           | 36                    | 0.58                  | 14              | 0.23            | 6,179   |
| Duval        | 182,569              | 55.44                | 143,837         | 43.68           | 1,820                 | 0.55                  | 1,093           | 0.33            | 329,319 |
| Escambia     | 74,608               | 64.46                | 40,076          | 34.63           | 655                   | 0.57                  | 398             | 0.34            | 115,737 |
| Flagler      | 39,183               | 66.76                | 19,177          | 32.67           | 194                   | 0.33                  | 142             | 0.24            | 58,696  |
| Franklin     | 4,003                | 73.56                | 1,406           | 25.84           | 15                    | 0.28                  | 18              | 0.33            | 5,442   |
| Gadsden      | 6,511                | 37.36                | 10,805          | 62.01           | 80                    | 0.46                  | 30              | 0.17            | 17,426  |
| Gilchrist    | 6,806                | 86.50                | 1,017           | 12.93           | 27                    | 0.34                  | 18              | 0.23            | 7,868   |
| Glades       | 3,091                | 80.73                | 721             | 18.83           | 13                    | 0.34                  | 4               | 0.10            | 3,829   |
| Gulf         | 5,150                | 80.16                | 1,247           | 19.41           | 18                    | 0.28                  | 10              | 0.16            | 6,425   |
| Hamilton     | 3,145                | 73.26                | 1,120           | 26.09           | 17                    | 0.40                  | 11              | 0.26            | 4,293   |
| Hardee       | 4,558                | 82.33                | 949             | 17.14           | 19                    | 0.34                  | 10              | 0.18            | 5,536   |
| Hendry       | 6,134                | 74.25                | 2,052           | 24.84           | 53                    | 0.64                  | 22              | 0.27            | 8,261   |
| Hernando     | 56,247               | 69.95                | 23,700          | 29.47           | 287                   | 0.36                  | 181             | 0.23            | 80,415  |
| Highlands    | 29,518               | 74.12                | 9,994           | 25.09           | 221                   | 0.55                  | 92              | 0.23            | 39,825  |
| Hillsborough | 261,936              | 54.17                | 217,349         | 44.95           | 2,588                 | 0.54                  | 1,641           | 0.34            | 483,514 |
| Holmes       | 6,214                | 91.62                | 533             | 7.86            | 11                    | 0.16                  | 24              | 0.35            | 6,782   |
| Indian River | 52,269               | 67.53                | 24,744          | 31.97           | 241                   | 0.31                  | 146             | 0.19            | 77,400  |
| Jackson      | 12,412               | 76.03                | 3,835           | 23.49           | 52                    | 0.32                  | 27              | 0.17            | 16,326  |
| Jefferson    | 4,310                | 60.47                | 2,776           | 38.95           | 27                    | 0.38                  | 14              | 0.20            | 7,127   |
| Lafayette    | 2,617                | 89.68                | 294             | 10.08           | 3                     | 0.10                  | 4               | 0.14            | 2,918   |
| Lake         | 106,578              | 66.54                | 52,579          | 32.83           | 636                   | 0.40                  | 367             | 0.23            | 160,160 |
| Lee          | 189,335              | 68.79                | 84,739          | 30.79           | 707                   | 0.26                  | 458             | 0.17            | 275,239 |
| Leon         | 49,244               | 41.82                | 67,535          | 57.35           | 628                   | 0.53                  | 344             | 0.29            | 117,751 |
| Levy         | 14,049               | 78.42                | 3,758           | 20.98           | 67                    | 0.37                  | 40              | 0.22            | 17,914  |
| Liberty      | 2,234                | 85.36                | 371             | 14.18           | 7                     | 0.27                  | 5               | 0.19            | 2,617   |
| Madison      | 4,661                | 66.77                | 2,293           | 32.85           | 16                    | 0.23                  | 11              | 0.16            | 6,981   |
| Manatee      | 111,109              | 64.70                | 59,801          | 34.82           | 465                   | 0.27                  | 355             | 0.21            | 171,730 |
| Marion       | 108,027              | 69.23                | 47,129          | 30.20           | 536                   | 0.34                  | 358             | 0.23            | 156,050 |
| Martin       | 53,595               | 69.01                | 23,748          | 30.58           | 184                   | 0.24                  | 140             | 0.18            | 77,667  |
| Miami-Dade   | 393,532              | 55.28                | 312,972         | 43.97           | 3,626                 | 0.51                  | 1,721           | 0.24            | 711,851 |
| Monroe       | 20,479               | 60.23                | 13,314          | 39.15           | 126                   | 0.37                  | 85              | 0.25            | 34,004  |
| Nassau       | 36,551               | 76.52                | 10,973          | 22.97           | 125                   | 0.26                  | 115             | 0.24            | 47,764  |
| Okaloosa     | 61,715               | 76.18                | 18,569          | 22.92           | 376                   | 0.46                  | 348             | 0.43            | 81,008  |
| Okeechobee   | 8,746                | 80.34                | 2,079           | 19.10           | 43                    | 0.40                  | 18              | 0.17            | 10,886  |
| Orange       | 187,653              | 46.08                | 216,221         | 53.10           | 2,143                 | 0.53                  | 1,213           | 0.30            | 407,230 |
| Osceola      | 54,330               | 52.84                | 47,387          | 46.09           | 775                   | 0.75                  | 333             | 0.32            | 102,825 |
| Palm Beach   | 278,454              | 51.21                | 262,655         | 48.30           | 1,738                 | 0.32                  | 941             | 0.17            | 543,788 |
| Pasco        | 148,083              | 65.82                | 75,342          | 33.49           | 910                   | 0.40                  | 645             | 0.29            | 224,980 |
| Pinellas     | 231,284              | 54.61                | 189,563         | 44.76           | 1,504                 | 0.36                  | 1,143           | 0.27            | 423,494 |
| Polk         | 148,254              | 64.45                | 80,172          | 34.85           | 1,030                 | 0,45                  | 561             | 0,24            | 230,017 |
| Putnam       | 20,217               | 76.02                | 6,196           | 23.30           | 102                   | 0.38                  | 78              | 0.29            | 26,593  |
| Santa Rosa   | 60,091               | 79.38                | 15,096          | 19.94           | 271                   | 0.36                  | 240             | 0.32            | 75,698  |
| Sarasota     | 133,354              | 60,92                | 84,614          | 38,65           | 543                   | 0,25                  | 386             | 0,18            | 218,897 |
| Seminole     | 102,191              | 55.78                | 79,664          | 43.48           | 800                   | 0.44                  | 546             | 0.30            | 183,201 |
| St. Johns    | 101,066              | 69.87                | 42,873          | 29.64           | 388                   | 0.27                  | 327             | 0.23            | 144,654 |
| St. Lucie    | 72,354               | 59.31                | 49,009          | 40.17           | 431                   | 0.35                  | 199             | 0.16            | 121,993 |
| Sumter       | 65,496               | 73.21                | 23,718          | 26.51           | 158                   | 0.18                  | 92              | 0.10            | 89,464  |
| Suwannee     | 13,649               | 83.39                | 2,650           | 16.19           | 48                    | 0.29                  | 20              | 0.12            | 16,367  |
| Taylor       | 6,308                | 82.76                | 1,276           | 16.74           | 20                    | 0.26                  | 18              | 0.24            | 7,622   |
| Union        | 3,995                | 87.65                | 544             | 11.94           | 10                    | 0.22                  | 9               | 0.20            | 4,558   |
| Volusia      | 144,768              | 63.99                | 79,965          | 35.34           | 848                   | 0.37                  | 665             | 0.29            | 226,246 |
| Wakulla      | 11,033               | 73.25                | 3,920           | 26.02           | 68                    | 0.45                  | 42              | 0.28            | 15,063  |
| Walton       | 28,647               | 82.08                | 6,112           | 17.51           | 82                    | 0.23                  | 60              | 0.17            | 34,901  |
| Washington   | 7,786                | 85.32                | 1,285           | 14.08           | 36                    | 0.39                  | 19              | 0.21            | 9,126   |